# Пейрер, Исаак
Исаак Пейрер (фр. Isaac La Peyrère; 1594—1676) — французский гугенотский теолог, автор концепции преадамитов, утверждавшей, что не всё человечество произошло от Адама и Евы и что были человеческие существа, созданные ранее их, от которых и произошли заморские народы. Один из основоположников полигенизма.

## Биография
Родился в Бордо в семье королевского советника. Работал врачом принца Конде и советником королевы Кристины Шведской. За свои взгляды подвергся преследованиям. В Брюсселе Пейреру пришлось скрываться, в 1656 году его разыскали и, арестовав, заключили в башню Трёремберг. 11 марта 1657 года в присутствии кардиналов Барберини и Альбицци Пейрер торжественно отрёкся от своих еретических взглядов.
В 1655 году анонимно выпустил в Амстердаме книгу «Преадамиты» («Praeadamitae», или «Systema theologicum, ex Prae-Adamitarum hypothesi», Amsterdam; англ. пер.: «A Theological Systeme upon the Presupposition, that men were before Adam», London, 1655). Суть концепции преадамитов состояла в том, что Адам был прародителем евреев, но не всего человечества. Теологически эта идея отвергала концепцию первородного греха, который свойственен всем людям. Однако гипотеза преадамитов объясняла феномен жены Каина, которую тот нашел после бегства из Эдема в восточной стране Нод (Быт. 4:16). Таким образом, Пейрер был одним из основоположников полигенизма.
Также Пейрер одним из первых высказал мысль, что Моисей не являлся автором первых пяти книг Библии на том основании, что там описана его собственная смерть (Втор. 34:5).